# The Pickwick Papers (film 1913)
The Pickwick Papers è un cortometraggio muto del 1913 diretto da Larry Trimble.

## Produzione
Il film fu prodotto dalla Vitagraph Company of America.

## Distribuzione
Distribuito dalla General Film Company, il film - un cortometraggio in due bobine - uscì nelle sale statunitensi e britanniche nel febbraio 1913 diviso in due parti: la prima con il titolo The Honorable Event, la seconda con il titolo The Adventure of Westgate Seminary.